# Kabinett Bijedić II
Das Kabinett Bijedić II wurde am 17. Mai 1974 in der Sozialistische Föderative Republik Jugoslawien (SFRJ) von Džemal Bijedić gebildet. Das Kabinett Bijedić löste das erste Kabinett Bijedić ab und blieb bis zum 15. März 1977 im Amt, woraufhin es vom ersten Kabinett Đuranović abgelöst wurde. Die Minister waren Mitglieder des Bundes der Kommunisten Jugoslawiens (BdKJ). Nachdem Ministerpräsident Džemal Bijedić am 18. Januar 1977 bei einem Flugzeugabsturz über Sarajewo ums Leben kam, übernahm der bisherige Sekretär des ZK des BdKJ Veselin Đuranović am 14. Februar 1977 kommissarisch das Amt des Ministerpräsidenten und bildete am 15. März 1977 seine erste Regierung.
Dem Kabinett gehörten als Minister Bundessekretäre beziehungsweise Vorsitzende von Bundesausschüssen an:
| Ministeramt                                                  | Amtsinhaber                      | Beginn der Amtszeit           | Ende der Amtszeit             |
| ------------------------------------------------------------ | -------------------------------- | ----------------------------- | ----------------------------- |
| Präsident des Bundesexekutivrates                            | Džemal Bijedić Veselin Đuranović | 17. Mai 1974 14. Februar 1977 | 18. Januar 1977 15. März 1977 |
| Vizepräsident des Bundesexekutivrates                        | Dobroslav Ćulafić                | 17. Mai 1974                  | 15. März 1977                 |
| Vizepräsident des Bundesexekutivrates                        | Berislav Šefer                   | 17. Mai 1974                  | 15. März 1977                 |
| Vizepräsident des Bundesexekutivrates                        | Anton Vratuša                    | 17. Mai 1974                  | 15. März 1977                 |
| Vizepräsident des Bundesexekutivrates                        | Miloš Minić                      | 17. Mai 1974                  | 15. März 1977                 |
| Mitglied des Bundesexekutivrates                             | Mugbil Bejzat                    | 17. Mai 1974                  | 15. März 1977                 |
| Mitglied des Bundesexekutivrates                             | Aslan Fazlija                    | 17. Mai 1974                  | 15. März 1977                 |
| Mitglied des Bundesexekutivrates                             | Borisav Jović                    | 17. Mai 1974                  | 15. März 1977                 |
| Mitglied des Bundesexekutivrates                             | Ljubomir Marković                | 17. Mai 1974                  | 15. März 1977                 |
| Mitglied des Bundesexekutivrates                             | Franjo Nađ                       | 17. Mai 1974                  | 15. März 1977                 |
| Mitglied des Bundesexekutivrates                             | Radovan Pantović                 | 17. Mai 1974                  | 15. März 1977                 |
| Mitglied des Bundesexekutivrates                             | Asen Simitčiev                   | 17. Mai 1974                  | 15. März 1977                 |
| Mitglied des Bundesexekutivrates                             | Vajo Skendžić                    | 17. Mai 1974                  | 15. März 1977                 |
| Mitglied des Bundesexekutivrates                             | Janko Smole                      | 17. Mai 1974                  | 15. März 1977                 |
| Mitglied des Bundesexekutivrates                             | Gojko Ubiparip                   | 17. Mai 1974                  | 15. März 1977                 |
| Auswärtige Angelegenheiten                                   | Miloš Minić                      | 17. Mai 1974                  | 15. März 1977                 |
| Nationale Verteidigung                                       | Nikola Ljubičić                  | 17. Mai 1974                  | 15. März 1977                 |
| Innere Angelegenheiten                                       | Franjo Herljević                 | 17. Mai 1974                  | 15. März 1977                 |
| Märkte und Preise                                            | Imer Pula                        | 17. Mai 1974                  | 15. März 1977                 |
| Finanzen                                                     | Momčilo Cemović                  | 17. Mai 1974                  | 15. März 1977                 |
| Außenhandel                                                  | Emil Ludviger                    | 17. Mai 1974                  | 15. März 1977                 |
| Justiz und Allgemeine Verwaltungsangelegenheiten             | Ivan Franko                      | 17. Mai 1974                  | 15. März 1977                 |
| Bundesausschuss für Sozialplanung                            | Milorad Birovljev                | 17. Mai 1974                  | 15. März 1977                 |
| Bundesausschuss für Energie und Industrie                    | Dušan Ilijević                   | 17. Mai 1974                  | 15. März 1977                 |
| Bundesausschuss für Landwirtschaft                           | Ivo Kuštrak                      | 17. Mai 1974                  | 15. März 1977                 |
| Bundesausschuss für Transport und Kommunikation              | Boško Dimitrijević               | 17. Mai 1974                  | 15. März 1977                 |
| Bundesausschuss für Tourismus                                | Milan Vukasović                  | 17. Mai 1974                  | 15. März 1977                 |
| Bundesausschuss für wirtschaftliche Beziehungen              | Stojan Andov                     | 17. Mai 1974                  | 15. März 1977                 |
| Bundesausschuss für Arbeit und Beschäftigung                 | Svetozar Pepovski                | 17. Mai 1974                  | 15. März 1977                 |
| Bundesausschuss für Veteranen und Menschen mit Behinderungen | Mara Radić                       | 17. Mai 1974                  | 15. März 1977                 |
| Bundesausschuss für Gesundheit und soziale Sicherheit        | Zora Tomić                       | 17. Mai 1974                  | 15. März 1977                 |
| Bundesausschuss für Wissenschaft und Kultur                  | Trpe Jakovlevski                 | 17. Mai 1974                  | 15. März 1977                 |
| Bundesausschuss für Information                              | Muhamed Berberović               | 17. Mai 1974                  | 15. März 1977                 |